# Калоян (зодчий)
Калоян (Калуян ел Коневи) или Галоян — армянский архитектор XIII века, творивший в Себастии и Коньи. Наряду с другим архитектором Калук ибн Абдалахом, возможно также армянином, является наиболее известным архитектором этого периода в Сельджукском султанате.

## Биография
Калоян, будучи по всей вероятности армянином, жил (или происходил ) в Коньи. Являлся одним из тех многочисленных армянских зодчих, которые возводили мусульманские строения в Малой Азии. В 1256 году Калоян построил мечеть «Улу Ками» близ Кайсери. Спустя одиннадцать лет, в 1267 — 68 годах, им были построены термальные бани в Ильгыне. В 1271 году, мастер строит «Гёк-медресе», на котором он оставляет свою строительную надпись, гласившую о том, что построил её «Калоян из Коньи». В 1279 году армянский мастер завершает, начатое ещё в 1258 году, строительство комплекса мечетей в Конье, получивших название «комплекс Сахиб Ата»

## Надписи
На воздвигнутых в Себастии сооружениях Калояном был оставлен ряд арабских надписей, которые имеют свои особенности. В частности, вертикальные стволы зачастую оканчиваются отгибом верхнего конца в право, кроме того тонкий восходящий ствол постепенно становится толще и верхняя часть ствола почти в два раза толще нижней. Буква айн и гайн в начале слова начинаются заостренными справа налево линиями, образуя извилистый и натянутый круг. Буква каф имеет форму куфического кафа с растянутыми горизонталями. Фа в конце слова пишется без дуги, мим - без хвостика и нисходящей линии. Та марбута или ха в конечном положении пишутся в форме косой черты. Межстрочечное пространство автор обычно заполняет извилистыми завитками без растительных элементов.

## Возведенные сооружения
- Мечеть «Улу Ками» близ Кайсери (1256)
- Термальные бани в Ильгыне  (1267-68)
- Гёк-медресе в Сивасе (1271)
- Комплекс мечетей Сахиб Ата в Конье (1258-79)